# Ota I. Habsburský (1055)
Ota I. Habsburský (kolem 1015 – kolem 1055) byl habsburský a sundgauský hrabě z rodu Habsburků.
Narodil se jako syn Radbota Habsburského a jeho ženy Ity Lotrinské. Po smrti svého otce se v roce 1045 stal sundgauským hrabětem a spolu s bratry Wernerem I. a Albrechtem I. také habsburským hrabětem. Kolem roku 1055 bez potomků ovšem předčasně zemřel. Byl pohřben ve Štrasburku.